# Брентвуд (Тенеси)
Брентвуд (енгл. Brentwood) град је у америчкој савезној држави Тенеси.

## Демографија
По попису из 2010. године број становника је 37.060, што је 13.615 (58,1%) становника више него 2000. године.
| Група             | 2000.          | 2010.          |
| Белци             | 21.976 (93,7%) | 32.740 (88,3%) |
| Афроамериканци    | 442 (1,9%)     | 1.099 (3,0%)   |
| Азијати           | 585 (2,5%)     | 1.851 (5,0%)   |
| Хиспаноамериканци | 259 (1,1%)     | 785 (2,1%)     |
| Укупно            | 23.445         | 37.060         |